# Tokushima (prefektura)
Tokushima (japanski: kanji 徳島県, romaji: Tokushima-ken) je prefektura u današnjem Japanu. 
Nalazi se na istoku Shikokua. Nalazi se u chihōu Shikokuu.
Glavni je grad Tokushima.
Organizirana je u 8 okruga i 24 općine. ISO kod za ovu pokrajinu je JP-36.
1. listopada 2001. u ovoj je prefekturi živjelo 824.108 stanovnika.
Simboli ove prefekture su cvijet citrusa sudachija (Citrus sudachi), drvo planinske breskve (Myrica rubra) i ptica bijela čaplja.